# Medvedi
Medvedi (znanstveno ime Ursidae) so veliki sesalci iz reda zveri. Vsi so krepkega telesa, z veliko lobanjo, močnimi nogami in kratkim repom. Živijo v Evraziji in Severni Ameriki ter v delih Severne Afrike in Južne Amerike. Večinoma so gozdne živali. V nasprotju z večino zveri uživajo veliko rastlinske hrane.
Medtem ko je polarni medved večinoma mesojedec, orjaški panda pa se hrani skoraj v celoti z bambusom, je preostalih šest vrst vsejedih z različnim prehranjevanjem. Z izjemo posameznikov, ki se parijo in materami s svojimi mladiči, so medvedi ponavadi samotarske živali. Lahko so dnevne ali nočne živali in imajo odličen voh. Kljub njihovi težki gradnji in nerodni hoji, so medvedi spretni tekači, plezalci in plavalci. Medvedi uporabljajo zatočišča, kot so jame in hlodi, za svoje brloge; večina vrst medvedov je v brlogu v zimskem času za daljše obdobje hibernacije do 100 dni.
Medvede so lovili že od pradavnine zaradi njihovega mesa in krzna; bili so tudi uporabljeni za oblike zabave, kot recimo ples. S svojo močno fizično prisotnostjo, igrajo pomembno vlogo v umetnosti, mitologiji in drugih kulturnih vidikih različnih človeških družb. V sodobnem času nekaterim vrstam medvedov grozi izumrtje zaradi posega v njihove habitate in nezakonite trgovine z medvedovimi organi, vključno z azijskim trgom medvedjega žolča. IUCN navaja šest vrst medvedov kot ranljivih ali prizadetih, in tudi najmanj ogrožene vrste, kot je rjavi medved so v nevarnosti iztrebljenja v nekaterih državah. Divji lov in preprodajanje teh najbolj ogroženih populacij je prepovedano, a še vedno v teku.

## Evolucija medvedov
Evolucijski razvoj medvedov se je začel pred približno 38 milijoni let z drobno in gracilno živaljo iz rodu Parictis, ki se je pojavila v Severni Ameriki v poznem eocenu, v Evraziji in Afriki pa šele v miocenu. Ta najstarejši predstavnik medvedov je imel lobanjo dolgo le 7 cm. Kot najprimitivnejši predstavniki medvedov pa so prepoznane živali iz rodu Cephalogale. To so bili psu podobni zgodnji medvedi velikosti rakuna, iz katerih se je kasneje razvil rod Ursavus, katerega predstavniki so bili že podobni današnjim medvedom. Moderni rod Ursus se je pojavil pred 5 do 10 milijoni let.

### Paleontologija
Najstarejši člani družine Ursidae pripadajo izginuli poddružini Amphicynodontinae, vključno s severnoameriškima družinama Parictis  in nekoliko mlajšo Allocyon. Te živali so bile manjše in so po videzu izgledale podobne rakunom ter zelo drugače od današnjih medvedov. Njihova prehrana je bila bolj podobna prehrani jazbeca. Parictis se ni pojavil v Evraziji in Afriki do miocena. Ni jasno ali so bili Ursidi poznega eocena prisotni tudi v Evraziji, čeprav bi lahko bila živalska izmenjava preko Beringije mogoča v času poznega Eocena do mladega Oligocena, ko je bila morska gladina zelo nizka. Evropski rodovi so morfološko zelo podobni Allocyonu.

## Zgradba telesa
Samci so do 20 % težji od samic. Kožuh je lahko rjave, črne ali bele barve, na prsih so pogoste bele ali rumene lise. Posebnež v barvi kožuha je edino orjaški panda.
Po zgradbi telesa je tršat, glava je okrogla, gobec ošiljen, toda ravno odsekan. Vrat je kratek in debel, tudi uhlji so kratki, oči razmeroma majhne, noge srednje dolge. Zadnji del lobanje je širok, tilnik močan in izrazit, vratna vretenca so kratka in močna. Na nogah ima medved po pet prstov z velikimi zakrivljenimi kremplji, ki jih ne more vpotegniti, zato so na konicah precej obrabljeni.
Zobje sekalci so dokaj veliki, pogosto imajo krpaste vrhove in se ujemajo z močnimi, večinoma z robovi ali žlebovi opremljenimi čekani. Kočniki so topi, v spodnji čeljusti vedno širši kot daljši, pripravni za žvečenje rastlinske hrane.
Med čutili imajo najbolj razvit voh, vendar tudi dobro slišijo in slabše vidijo.

## Gibanje
Medvedi so v primerjavi z drugimi zvermi počasne živali, vendar so lahko vseeno zelo hitri. Pri hoji stopajo po celih, skoraj povsem golih podplatih. Dobro tudi plezajo. Zna se postaviti pokonci in na zadnjih nogah lahko prehodi določeno razdaljo. Nekateri medvedi se izogibajo vode, drugi pa znajo dobro plavati ali se celo globoko in dolgotrajno potapljati.

## Prehranjevanje
Večina medvedov je vsejedih in se hranijo z mesno hrano (vključno z žuželkami in ribami) ter rastlinsko hrano. Poleg sadežev in jagod jedo tudi koreninice, sočne trave in drevesne popke. Severni medved je izključno mesojed, orjaški panda pa je rastlinojed.
Močnejše vrste so nevarne roparske zveri. Kadar so lačne, napadejo večje živali in lahko povzročijo med čredami živine in drobnico veliko škodo.

## Zimsko spanje
Medvedi v hladnih območjih zimo prespijo. Med zimskim mirovanjem medvedke tudi kotijo.Skotijo od 1 do 5 mladičev, ki so ob rojstvu slepi. Samec včasih tudi poje mladiče.

## Galerija
- Orjaški panda oz. bambusni medved (Ailuropoda melanoleuca)
- Šobar ali termitski medved (Melursus ursinus)
- Očalar ali andski medved (Tremarctos ornatus)
- Ameriški črni medved (Ursus americanus)
- Grizli (Ursus arctos horribilis)
- Polarni medved oz. beli medved (Ursus maritimus)
- Ogrličar ali azijski črni medved (Ursus thibetanus)